# Apamea inchoans
Apamea inchoans là một loài bướm đêm trong họ Noctuidae.